# Saint-Martin-la-Garenne
Saint-Martin-la-Garenne – miejscowość i gmina we Francji, w regionie Île-de-France, w departamencie Yvelines. Przez miejscowość przepływa Sekwana. 
Według danych na rok 1990 gminę zamieszkiwały 654 osoby, a gęstość zaludnienia wynosiła 42 osób/km² (wśród 1287 gmin regionu Île-de-France Saint-Martin-la-Garenne plasuje się na 737. miejscu pod względem liczby ludności, natomiast pod względem powierzchni na miejscu 157.).